# Mirdasiden

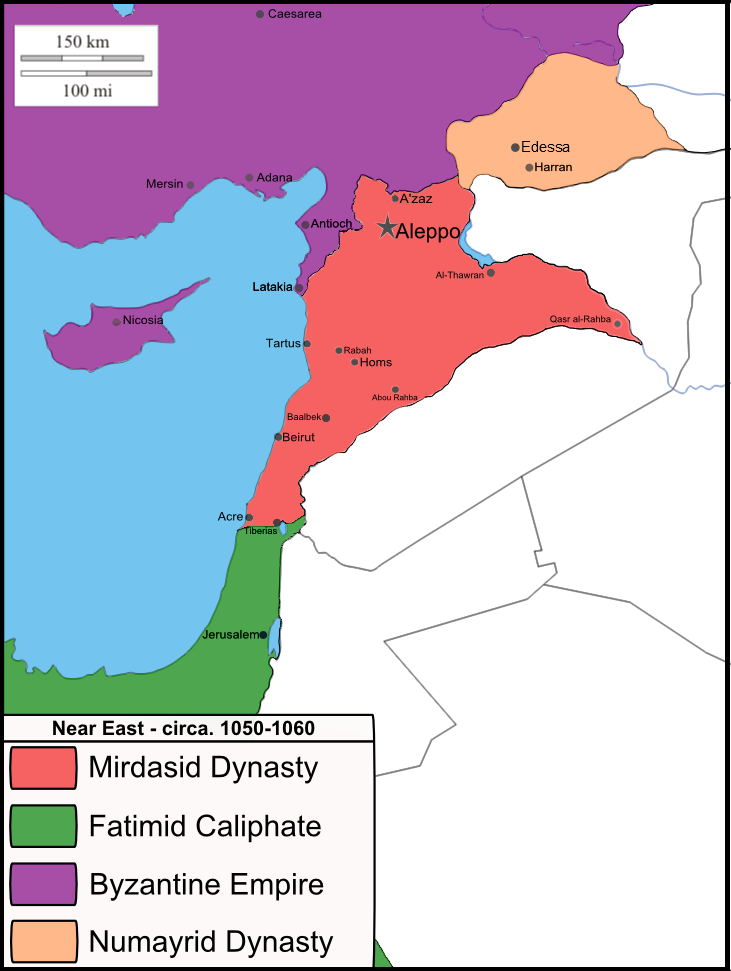
Die Mirdasiden (rot) und ihre Nachbarn im 11. Jahrhundert.

Die Mirdasiden (arabisch مرداسيون) waren eine muslimische Lokaldynastie und kontrollierten das Emirat Aleppo fast vollständig zwischen 1024 und 1080.
Die Herrscher der Mirdasiden waren Mitglieder des Stammes Banu Kilab, die seit mehreren Jahrhunderten im nördlichen Syrien siedelten. Wie die anderen arabischen Stämme der Region waren die Mirdasiden Schiiten und waren so für die Propaganda der Sekte der Qarmaten empfänglich, die den Reichtum der städtischen Sunniten anprangerte. Doch mit der späteren Machtergreifung der sunnitischen Seldschuken über die Region traten die Mirdasiden unter Raschid al-Daula Mahmud zum sunnitischen Islam über.
Anders als die arabischen Stämme in Syrien, die sich darauf konzentrierten, ihre Autonomie oder Unabhängigkeit zu vergrößern, waren die Mirdasiden mehr darauf bedacht, Aleppo als Stadt weiterzuentwickeln. Als Ergebnis dessen florierte Aleppo unter den Mirdasiden, die gegenüber den christlichen Syrern toleranter als die anderen Muslime waren. Sie favorisierten christliche Kaufleute in ihrem Gebiet und hatten sogar christliche Wesire am Hof. Dies und ihre guten Beziehungen zum Byzantinischen Reich stießen auf den Unmut der restlichen Muslime.
Am Anfang mussten sich die Mirdasiden gegen den starken Druck der Byzantiner und der Fatimiden aus Ägypten wehren. Sie schafften es mit einer Mischung aus Diplomatie und militärischer Kraft, nicht aufgerieben zu werden. Das Militär der Mirdasiden bestand aus leichter Kavallerie und Kämpfern benachbarter Stämme wie der Numairiden von Harran. Doch als die Seldschuken als neue Gegenspieler auftraten, zeigte sich, dass sich die Mirdasiden gegen deren Kämpfer schwerer taten. Dagegen begannen die Mirdasiden türkische Söldner anzuheuern, was aber mit der Zeit Probleme bereitete, da die Türken später in hohe Positionen aufstiegen.

## Geschichtlicher Werdegang
Nach dem Fall der Hamdaniden 1004 wurde Aleppo von Vasallen der Fatimiden beherrscht. 1024 konnte der erste Mirdaside Salih ibn Mirdas diese Vasallen vertreiben. Er nahm den Titel Asad ud Daula an und eroberte ein Gebiet von Baalbek über Homs, Aleppo, Manbidsch bis nach ar-Raqqa und Qalʿat ar-Rahba tief im Osten Syriens. Salih ibn Mirdas starb fünf Jahre später bei Kämpfen gegen die Fatimiden. Er wurde von seinen Söhnen Schibl al-Daula Nasr und Mu'izz al-Daula Thimal beerbt. Obwohl Schibl al-Daula Nasr 1030 bei Aʿzāz die Byzantiner unter Romanos III. schlug, musste er doch ihre Oberherrschaft anerkennen. Doch kurze Zeit später wechselte er zu den Fatimiden über, die ihn 1038 töteten und Aleppo einnahmen. Nasrs Bruder Thimal holte sich 1042 Aleppo zurück und schloss Frieden mit den Fatimiden. Nun war er ein Vasall sowohl der Byzantiner als auch der Fatimiden. Thimal wurde später von seinem eigenen Stamm fallen gelassen und durch seinen Neffen Raschid al-Daula Mahmud 1060 ersetzt. Doch 1061 kam Thimal zurück und besiegte seinen Neffen, nur um im nächsten Jahr zu sterben. Um das Erbe stritten sich nun Raschid al-Daula Mahmud und ein weiterer Bruder Thimals mit Namen 'Atiyya ibn Salih. Dieser Nachfolgestreit spaltete das Land, so dass Raschid al-Daula Mahmud die westliche und 'Atiyya ibn Salih die östliche Hälfte mit Aleppo kontrollierte. Um aber das gesamte Reich zu bekommen, heuerte 'Atiyya ibn Salih türkische Söldner an, die ihn aber hintergingen und an seinen Neffen Raschid al-Daula Mahmud verrieten. 'Atiyya ibn Salih musste 1065 Aleppo aufgeben.
Mit den Seldschuken kamen auch viele türkische Siedler nach Syrien, so dass die Mirdasiden Untertanen der Seldschuken wurden und zum Sunnitentum übertraten. Durch die raschen Tode von Raschid al-Daula Mahmud (1075) und seinem Nachfolger Dschalal al-Daula Nasr (1076) wurde Nasrs Bruder Sabiq ibn Mahmud neuer Herrscher. Konflikte innerhalb der Mirdasiden und mit verschiedenen türkischen Gruppen verheerten das Land, so dass 1080 die Uqailiden Aleppo eroberten. Nach dem Verlust Aleppos hatten die Mirdasiden noch einen relativen Einfluss und kämpften so gegen den Ersten Kreuzzug (1096–1099) an.

## Emire der Mirdasiden

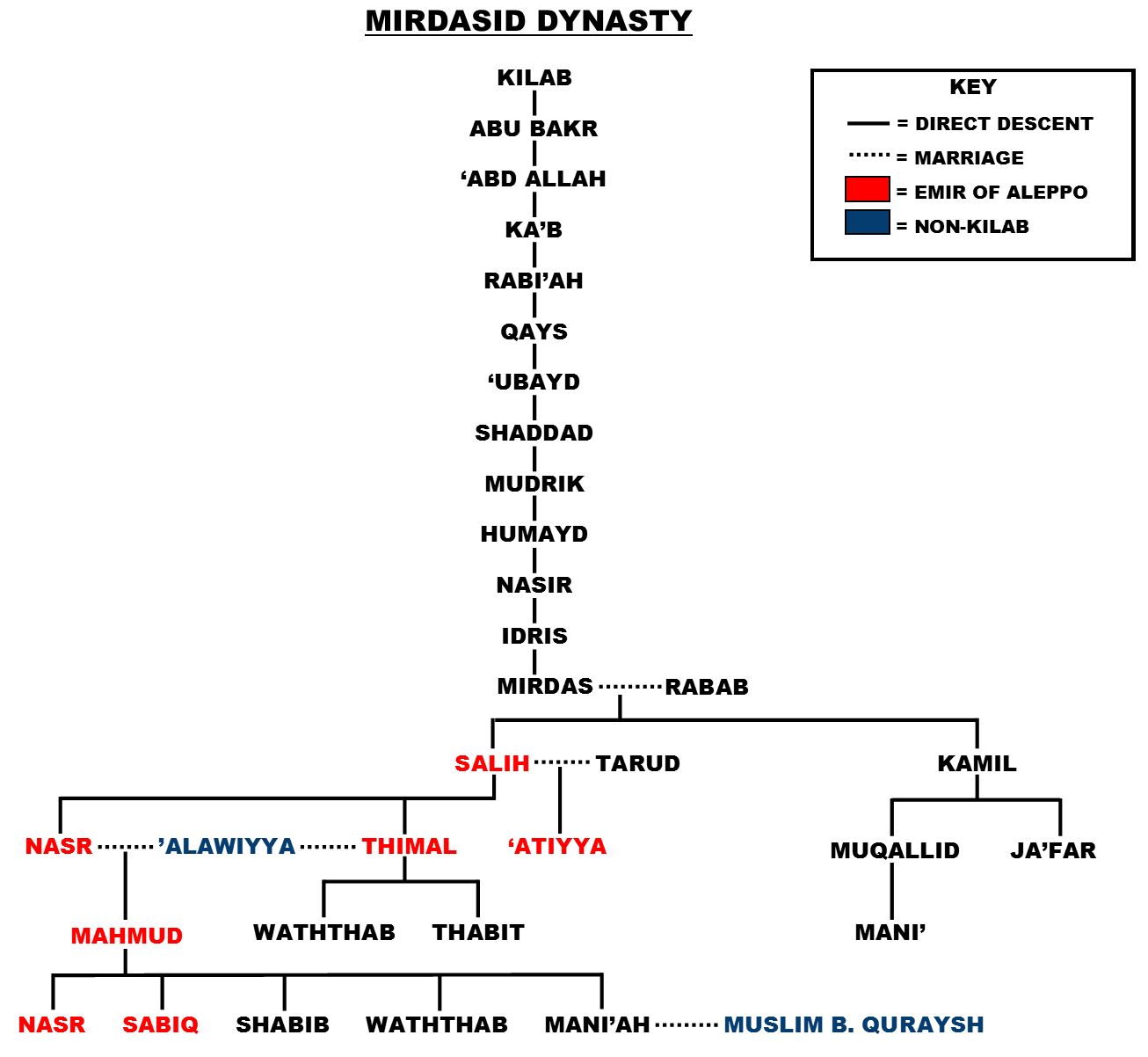
Genealogie der Mirdasiden

- Salih ibn Mirdas, 1024–1029
- Schibl al-Daua Nasr, 1029–1038
- Mu'izz al-Daula Thimal, 1042–1057
- Raschid al-Daula Mahmud, 1060–1061
- Thimal, 1061–1062
- 'Atiyya ibn Salih, 1062–1065
- Mahmud ibn Nasr, 1065–1075
- Nasr ibn Mahmud, 1075–1076
- Sabiq ibn Mahmud, 1076–1080